# Zhou He
Zhou He (kinesiska: 州河) är ett vattendrag i Kina. Det ligger i provinsen Sichuan, i den sydvästra delen av landet, omkring 300 kilometer öster om provinshuvudstaden Chengdu.
Genomsnittlig årsnederbörd är 1 681 millimeter. Den regnigaste månaden är september, med i genomsnitt 360 mm nederbörd, och den torraste är januari, med 15 mm nederbörd.